# Energy (Disclosure)
Energy è il terzo album in studio del duo musicale britannico Disclosure, pubblicato nel 2020.

## Tracce
Edizione standard
1. Watch Your Step (with Kelis) – 3:49
2. Lavender (with Channel Tres) – 4:49
3. My High (with Aminé & Slowthai) – 4:54
4. Who Knew? (with Mick Jenkins) – 3:49
5. Douha (Mali Mali) (with Fatoumata Diawara) – 4:54
6. Fractal (Interlude) – 2:06
7. Ce n'est pas (with Blick Bassy) – 5:54
8. Energy – 4:53
9. Thinking 'Bout You (Interlude) – 2:00
10. Birthday (with Kehlani & Syd) – 3:39
11. Reverie (with Common) – 2:15

Tracce bonus Edizione Deluxe/Edizione giapponese
1. Ecstasy – 5:04
2. Tondo (with Eko Roosevelt) – 5:28
3. Expressing What Matters – 4:24
4. Etran (with Etran Finatawa) – 5:09
5. Get Close – 3:57
6. Know Your Worth (with Khalid) – 3:01
7. Talk (performed by Khalid) – 3:17
8. Birthday (Disclosure VIP Remix) (with Kehlani & Syd) – 4:46
9. Birthday (MJ Cole Remix) (with Kehlani & Syd) – 4:20

## Sample
- Energy contiene la voce non accreditata di Eric Thomas.
- Get Close contiene la voce non accreditata di Snoop Dogg.
- Thinking 'Bout You (Interlude) contiene elementi di You're Still the One, canzone interpretata dai Copperpenny.
- Ecstasy contiene elementi di Fantasy, canzone interpretata dagli Aquarian Dream.
- Expressing What Matters contiene elementi tratti da Lowdown, canzone cantata da Boz Scaggs.